# Skarpnäcks koloniträdgårdsområde

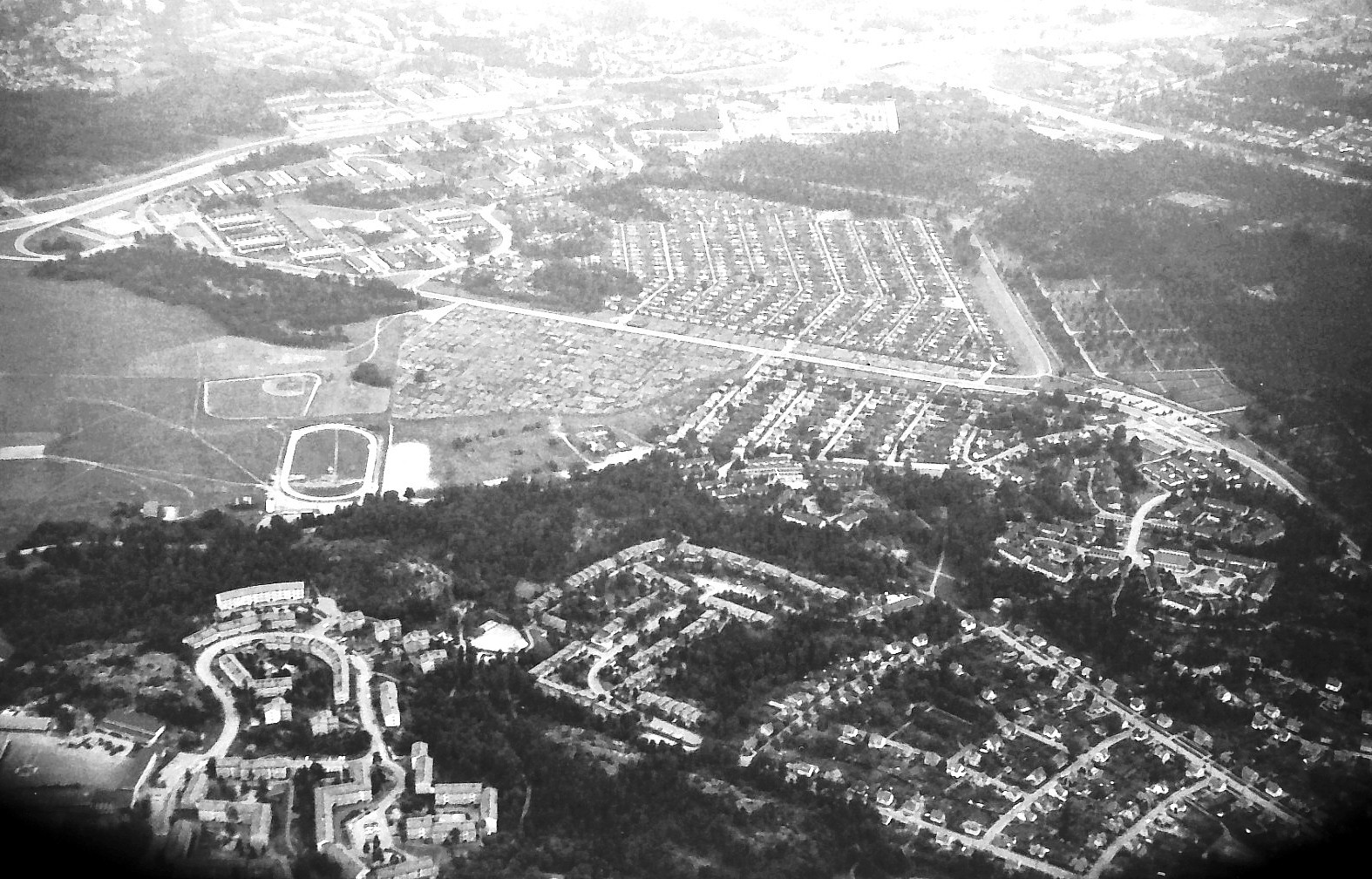
Skarpnäck från luften, koloniområdet syns i bakgrunden, 1980

Skarpnäcks koloniträdgårdsområde ligger i stadsdelen Skarpnäcks gård i Söderort inom  Stockholms kommun. Området ligger i nordvästra delen av Skarpnäcksfältet och avgränsas av bland annat Skogskyrkogården och Gamla Tyresövägen. Det är Stockholms största koloniområde och består av 554 kolonilotter med stugor.

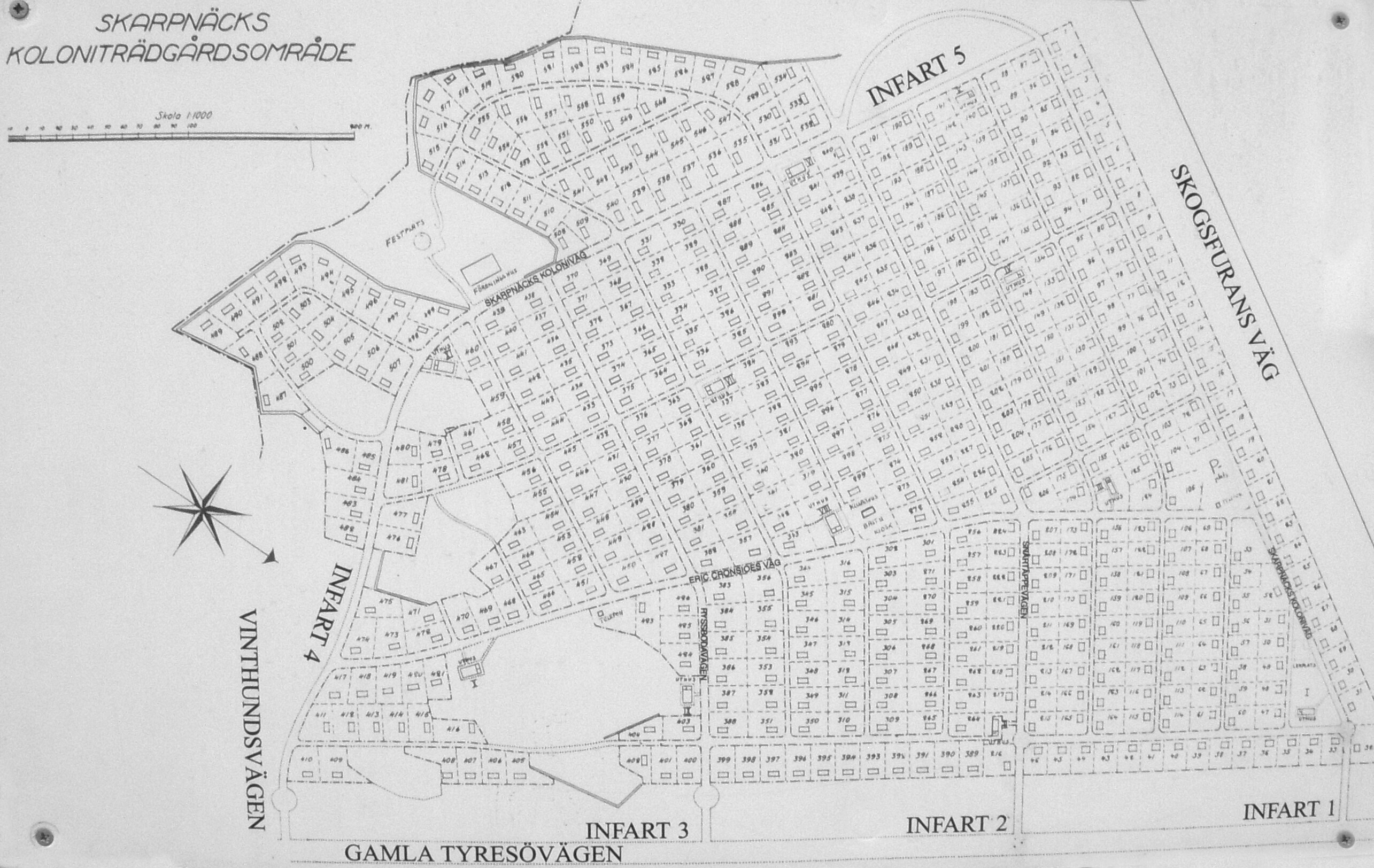
Översiktsplan

Skarpnäcks koloniområde anlades i tre etapper åren 1936, 1939 och 1941 som ett så kallat ersättningsområde för några av det tiotal koloniområden i Söderort som revs under 1920- och 1930-talen: Skärmarbrink, Björken och delar av Dalen i Enskededalen samt eventuellt Nedre Valla och Övre Valla i Årsta. Områdets första kolonister anlände i maj 1936 och i slutet av samma år hade cirka 200 lotter tagits i bruk. 
På huvuddelen av lotterna inom etapp 1 (nr 1-240) uppfördes "Skarpnäcksstugan", en funktionalistiskt formgiven stuga som fanns i två olika modeller och byggdes av kolonisterna själva efter typritningar framtagna av Stockholms stad. Kolonisterna inom etapp 2 (nr 241-399) kom i allmänhet från några av Söderorts rivna koloniområden. I många fall flyttade de med sig sina gamla stugor, som till skillnad från "funkisstugorna" i etapp 1 ofta var i allmogestil och torpliknande. I början av 1950-talet var alla lotter inom Skarpnäcks koloniområde bebyggda. 
Området administreras av Koloniträdgårdsföreningen Skarpnäck, som arrenderar marken av kommunen.

## Bilder
Skarpnäcks koloniträdgårdsområde genom årstiderna.

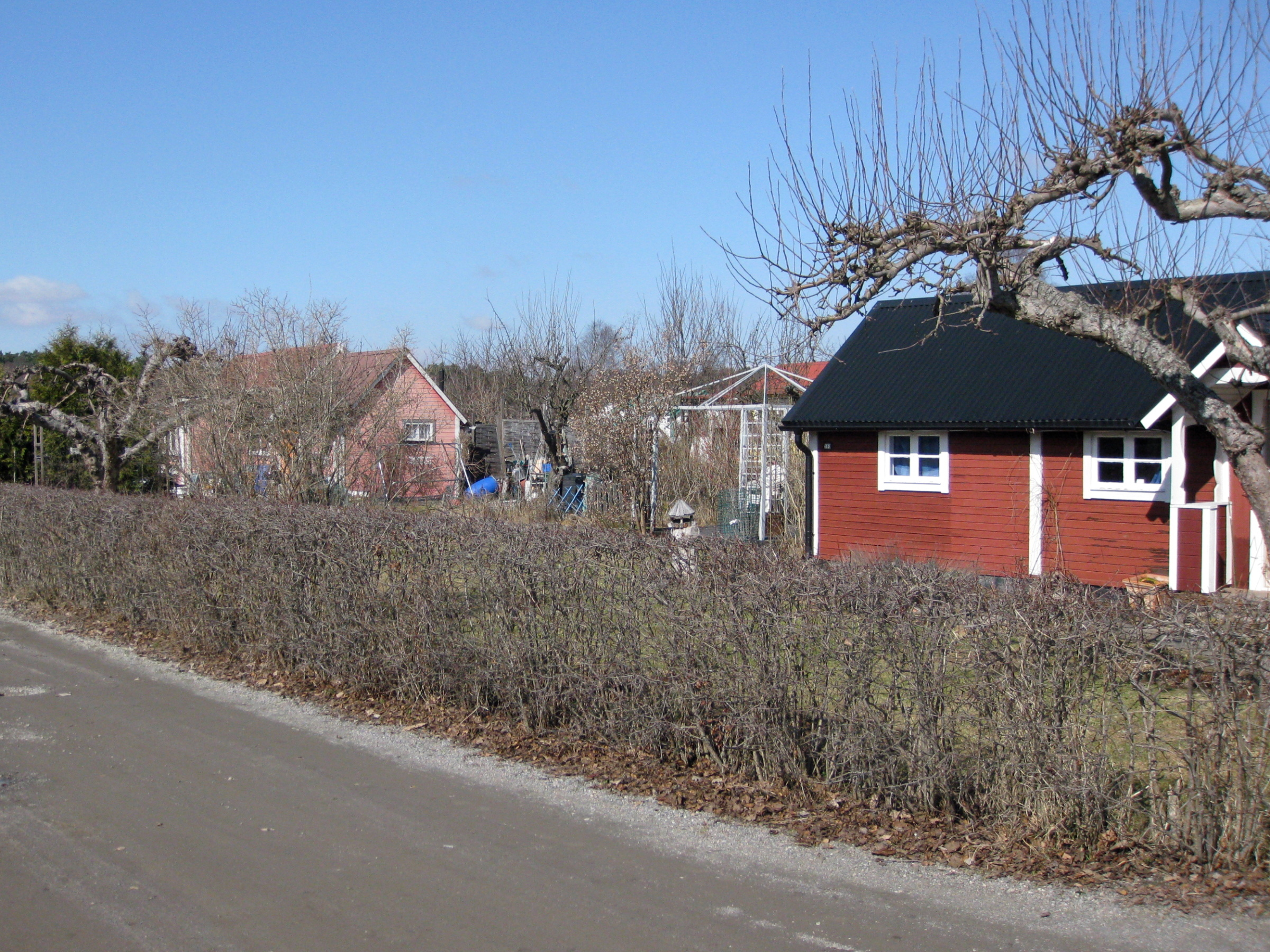
Våren 2010
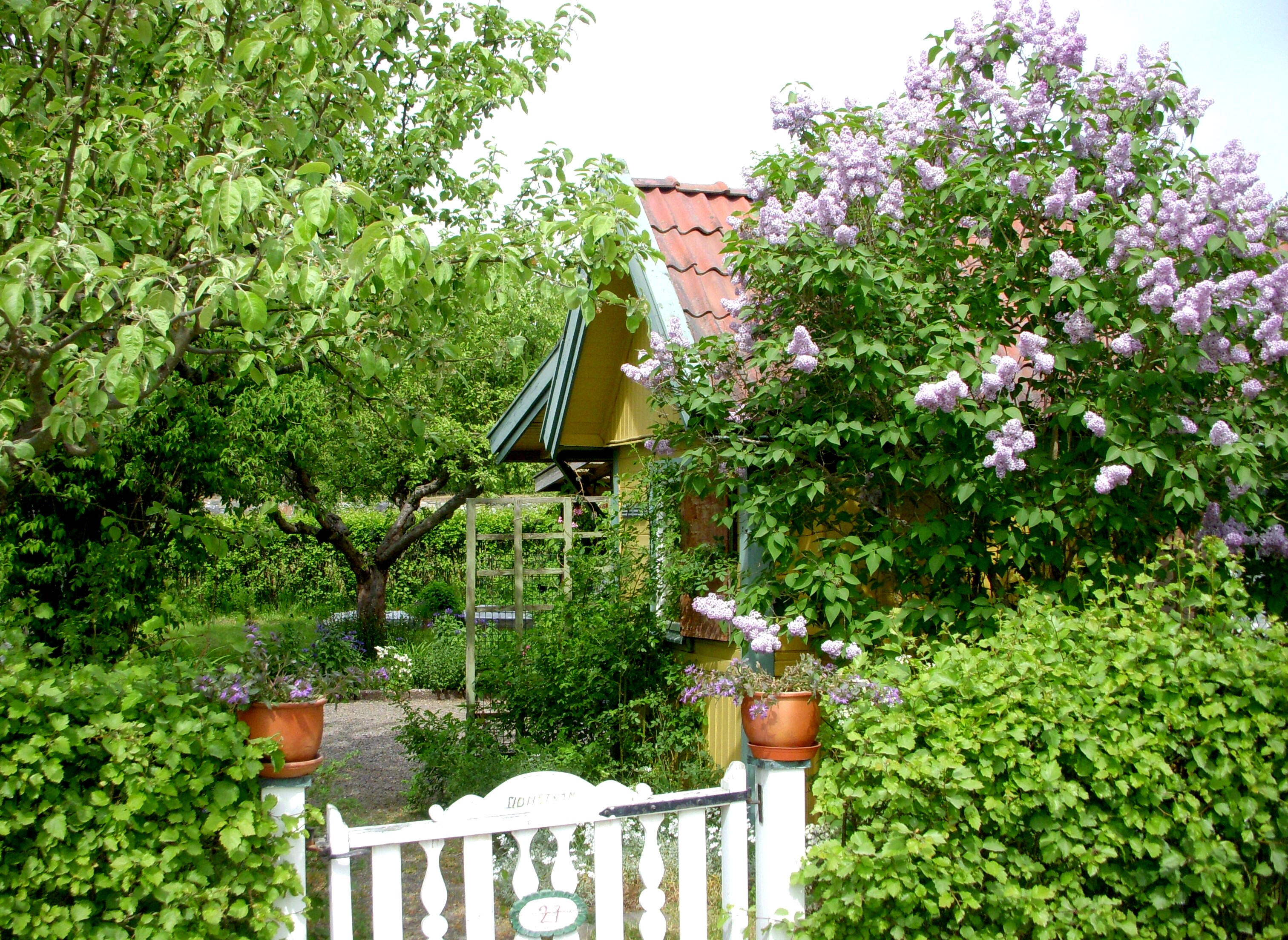
Sommaren 2010
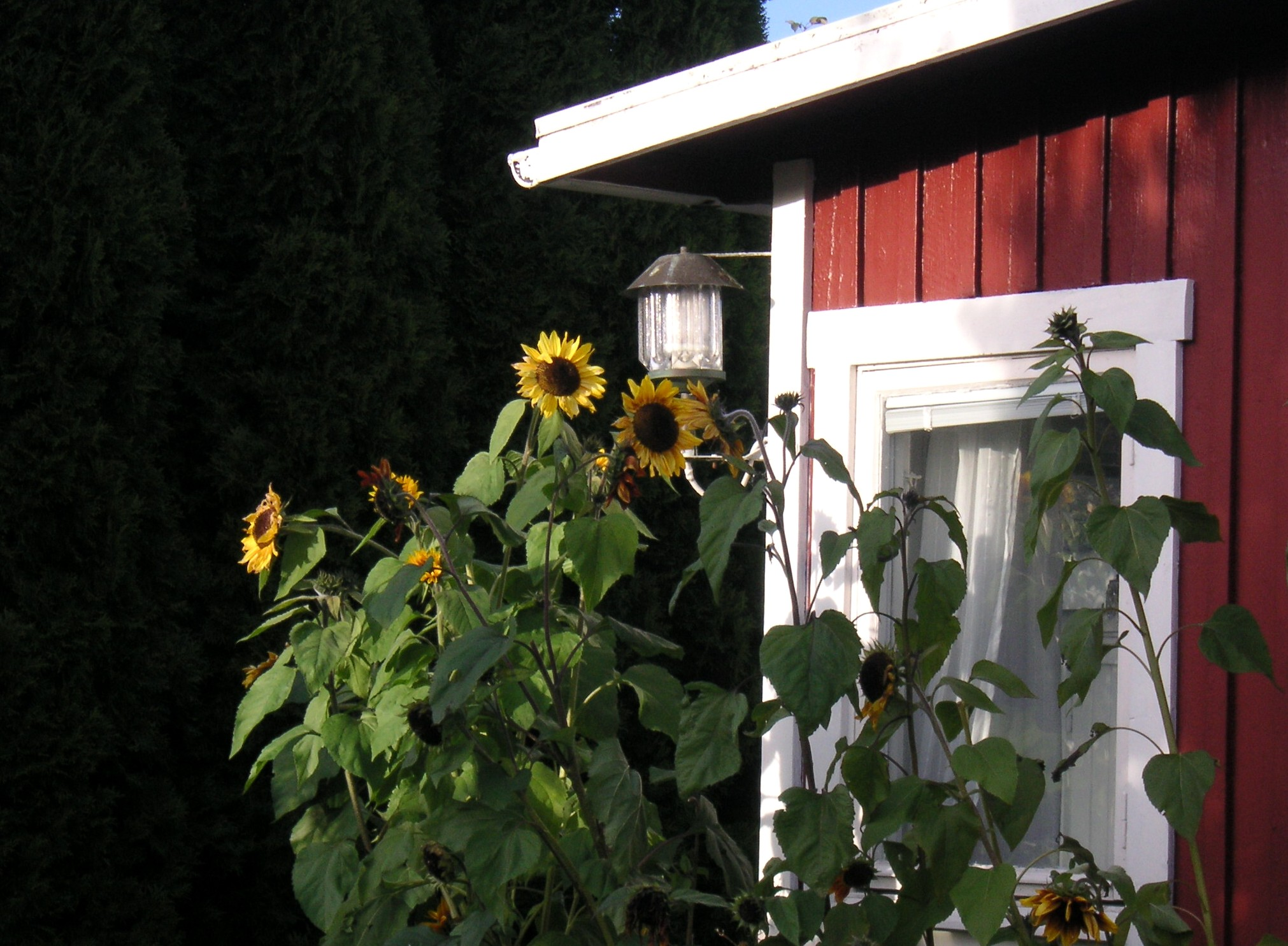
Hösten 2010
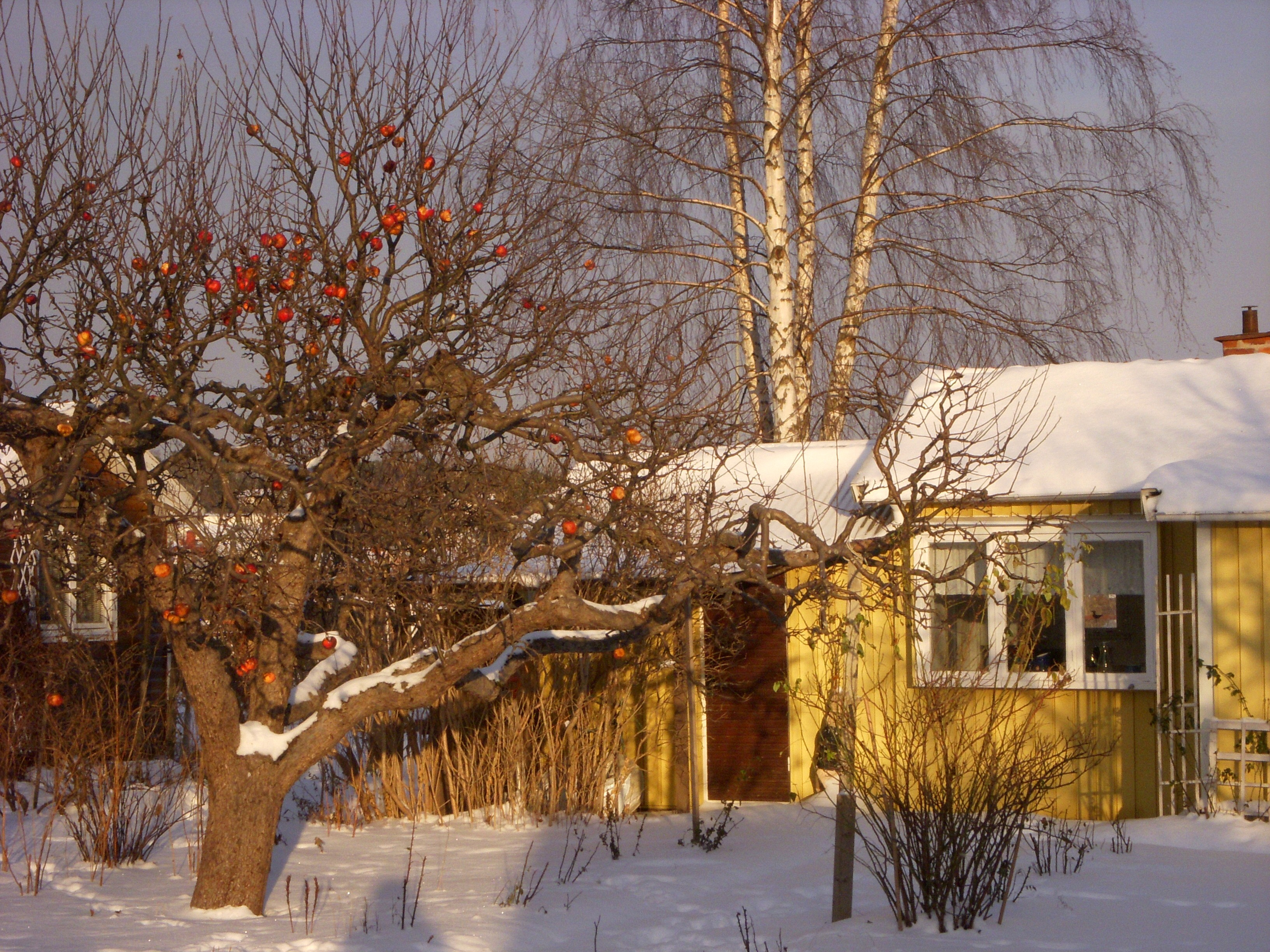
Vintern 2010